# Rato-do-mato-laranja
O rato-do-mato-laranja (Rhagomys rufescens) é uma espécie de rato brasileira, ameaçada de extinção.